# Machacamarca (gemeente)
Machacamarca is een gemeente (municipio) in de Boliviaanse provincie Pantaléon Dalence in het departement Oruro. De gemeente telt naar schatting 5.046 inwoners (2018). De hoofdplaats is Machacamarca.